# Zabawa w chowanego (film 1984)
Zabawa w chowanego – polski film obyczajowy z 1984 roku.

## Obsada aktorska
- Jerzy Bińczycki – Stanley Mazur
- Władysław Kowalski – Adam Ślusarczyk, przyjaciel Mazura
- Krystyna Tkacz – Sabina Malesa
- Andrzej Szalawski – kierownik Powązek
- Włodzimierz Musiał – taksówkarz
- Adam Ferency – szatniarz w lokalu
- Jan Himilsbach – gość w lokalu
- Krzysztof Kowalewski – sąsiad Adama
- Zdzisław Szymański – Maciejak, gospodarz domu
- Marcin Troński – bramkarz w lokalu
- Krzysztof Zaleski – kelner
- Andrzej Zaorski – pedagog w lokalu
- Józef Kalita – gość w lokalu, który przysiadł się do psa
- Jacek Kałucki

## Fabuła
Stanley Mazur przyjeżdża do Polski z Ameryki. Odnajduje swojego dawnego kolegę Adama i wspomina z nim dawne czasy. Jego cel jest inny – Stanley chce kupić sobie miejsce na cmentarzu. Aby je jednak zdobyć, potrzebuje świadectwo własnego zgonu.